# Wolfgang Fuchs (Fluchthelfer)

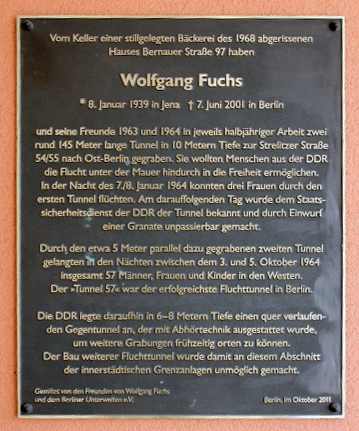
Gedenktafel am Haus, Bernauer Straße 97, in Berlin-Gesundbrunnen

Wolfgang Fuchs (* 8. Januar 1939 in Jena; † 7. Juni 2001 in Berlin) war ein Fluchthelfer für Flüchtlinge aus der DDR und Ost-Berlin. Der Fluchthilfe widmete er sich in den ersten Jahren nach dem Mauerbau ausschließlich und nach Erwerb und Betreiben einer Drogerie in Berlin-Neukölln bis Anfang der 1970er Jahre noch zeitweise. Fuchs organisierte den Bau mehrerer  Fluchttunnels in Berlin, darunter den des  Tunnels 57, und betrieb zu Fluchtautos umgebaute große amerikanische Cadillac-PKWs.

## Flucht-Aktionen
Wolfgang Fuchs erlernte in Jena den Beruf des Optikers. 1957 floh er aus der DDR. Er ließ sich in West-Berlin nieder, wo er als Feinoptiker arbeitete und sich der Schauspielerei widmete. 1958 lernte er seine spätere Frau Selina kennen, die in Wusterhausen lebte und als Kinderfrau arbeitete. 1960 bekam das Paar die erste, 1961 die zweite Tochter. Da Wolfgang Fuchs in einer zu kleinen Wohnung lebte, blieb seine Frau mit den Töchtern im Haushalt ihrer Eltern. Am Tag des Mauerbaus war Selina in West-Berlin zu Besuch bei ihrem Mann, kehrte aber wegen der Kinder in die DDR zurück.
Im März 1962 verhalf Wolfgang Fuchs mit Freunden Selina und den Kindern zur Flucht. Während einige Helfer Molotow-Cocktails warfen, um die Grenzer abzulenken, kletterten er selbst und die Familie mit Hilfe von Leitern, die vom Westen aus angelehnt worden waren, über die Mauer. Im August 1962 konnte ein Bruder von Selina auf gleiche Weise fliehen, wobei Fuchs zusammen mit seinen Freunden vom Westen aus half. In beiden Fällen schossen die Grenzsoldaten nicht auf die Flüchtlinge. Fuchs organisierte aber danach vorwiegend Grabungen von Tunnels, durch die die Flucht nicht mehr direkt lebensgefährlich war. Seine primäre Motivation für weitere Fluchthilfe war, seine Schwiegermutter und deren jüngsten Sohn in den Westen und somit die Familienzusammenführung erfolgreich zu Ende zu bringen.
Die erste Tunnelgrabung unternahm Fuchs zusammen mit Freunden im Herbst 1962 an der Bethanienstraße. Nach Verrat an die Stasi wurde der Tunnel vorzeitig aufgegeben. Anfang 1963 schloss sich die Gruppe Fuchs den Brüdern Jülicher an, die einen Tunnel vom Güterbahnhof Eberswalder Straße (heute Mauerpark) aus gruben. Wegen Abweichung von der vorgesehenen Linie wurde der vorgesehene Hauskeller im Osten (Schwedter Straße/Kopenhagener Straße) verfehlt. Zu Korrekturgrabungen kam es nicht, weil der Tunnel der Stasi zu diesem Zeitpunkt bereits bekannt war. Eine größere Zahl der schon benachrichtigten und an die Stasi mit verratenen Fluchtwilligen wurde verhaftet. Anschließend beteiligte sich die Gruppe Fuchs in der Heidelberger Straße an einer vom Jercha-Tunnel abzweigenden zweiten Grabung zum gleichen Hauskeller im Osten. Obwohl eine größere Zahl von Flüchtlingen hier durchkam, wurde der Tunnel der Stasi durch Anzeige der Mieterin des Kellerabteils vorzeitig bekannt. Die Familienangehörigen von Fuchs wurden rechtzeitig gewarnt und gehörten somit nicht zu den verhafteten Fluchtwilligen.
Von Juli 1963 bis Oktober 1964 organisierte Fuchs den Bau zweier Tunnel von der Bernauer Straße 97 aus. Der erste – der Kohlenplatz-Tunnel – war im Januar 1964 fertig, konnte aber nur von drei flüchtenden Mädchen benutzt werden. Man hatte auch hier die vorgesehene Richtung zum Keller eines Hauses im Osten verfehlt und kam auf der Mitte des Platzes an. Der Tunnel wurde schnell entdeckt, und die Grenztruppen warfen Handgranaten in den Einstieg. Glücklicherweise befand sich in diesem Moment niemand, der mit Sicherheit ernsthaft verletzt worden wäre, im Tunnel. Im April wurde begonnen, links parallel zum ersten den zweiten Tunnel, der im Oktober fertig wurde, zu graben. Die Richtung stimmte auch hierbei nicht genau, aber man kam unter einem den Blick versperrendem Toilettenhäuschen im Hof hinter den angepeilten Häusern Strelitzer Straße 54 und 55 heraus. Durch diesen Tunnel konnten 57 Personen flüchten (Tunnel 57).
Fuchs hörte nach diesen Tunnel-Objekten auf, sich ausschließlich mit Fluchthilfe zu befassen. Die Familienzusammenführung hatte er bereits im Juni 1964 erreicht, als seine Schwiegermutter und sein Schwager zusammen mit einem Arzt-Ehepaar durch die Stacheldrahtsperren im Norden Berlins fliehen konnten. Fuchs hatte diese Aktion geplant und zusammen mit seiner Fluchthelfer-Gruppe vom Westen her unterstützt (Einnebelung der Wachtürme der Grenzsoldaten, Zerschneiden der Stacheldrähte und anderes).
Im Januar 1967 kaufte Fuchs das Fluchtauto (ein Cadillac) von Burkhart Veigel und Hasso Herschel. Damit und mit einigen ebenfalls präparierten Nachfolge-Autos organisierte er bis Anfang der 1970er Jahre wie schon vorher die beiden Verkäufer Fluchten aus der Tschechoslowakei und Ungarn nach Bayern und nach Österreich.